# Bahnhof München-Feldmoching
Der Bahnhof München-Feldmoching ist ein Bahnhof im Münchner Stadtteil Feldmoching im Stadtbezirk 24 Feldmoching-Hasenbergl. Er liegt an der Bahnstrecke München–Regensburg und verfügt über drei Bahnsteiggleise. Der Bahnhof wurde 1858 durch die Bayerischen Ostbahnen eröffnet. Mit der Eröffnung einer Verbindungsstrecke zum Münchner Nordring wurde er 1924 zum Trennungsbahnhof. Seit 1972 wird Feldmoching durch die S-Bahn München bedient. 1996 wurde unter dem Bahnhof ein U-Bahnhof eröffnet, der die Endstation der Linie U2 der U-Bahn München bildet.

## Lage

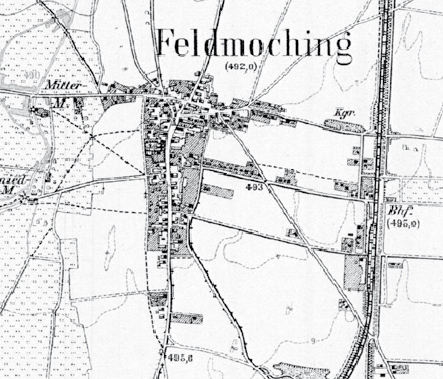
Feldmoching mit dem damals noch vor dem Ort liegenden Bahnhof (um 1910).

Der Bahnhof Feldmoching befindet sich im Norden von München östlich des Ortszentrums von Feldmoching. Westlich des Bahnhofs liegt der Walter-Sedlmayr-Platz, östlich der Gleisanlagen befindet sich das Wohngebiet Feldmochinger Anger. Im nördlichen Bahnsteigbereich unterquert die Dülferstraße mit einer Unterführung die Gleise. Im Bahnhofsbereich queren drei Straßen mit beschrankten Bahnübergängen die Gleise, die Hochmuttinger Straße im Norden sowie die Lerchenstraße und die Lerchenauer Straße im Süden.
Der Bahnhof Feldmoching liegt an der zweigleisigen und elektrifizierten Hauptbahn München–Regensburg (VzG 5500). Von dieser zweigt im Bahnhof eine eingleisige und elektrifizierte Hauptbahn (VzG 5566) als Verbindungsstrecke zum Münchner Nordring und damit zum Rangierbahnhof München Nord ab. Bis zur Eröffnung des Rangierbahnhofs 1991 führte die Verbindungsstrecke zum ebenfalls am Nordring gelegenen Güterbahnhof München-Milbertshofen. Sie führt geradewegs nach Süden, während die Hauptstrecke nach Südwesten in Richtung München Hauptbahnhof verläuft.
Folgende Kursbuchstrecken bedienen den Bahnhof Feldmoching:
- 930: Regensburg – Landshut – München[3]
- 999.1: Freising / München Flughafen – Neufahrn – München Ost[4]

## Geschichte
Die Königlich privilegierte Actiengesellschaft der bayerischen Ostbahnen errichtete in den Jahren 1856–1858 eine einspurige Eisenbahnstrecke von München nach Landshut, die ein Jahr später bis Regensburg verlängert wurde. Im Zuge der Streckeneröffnung nahmen die Bayerischen Ostbahnen am 3. November 1858 die Haltestation in der damals noch selbstständigen Gemeinde Feldmoching für den Personen- und Reisegepäckverkehr in Betrieb. Am 15. November 1858 wurde auch der Güterverkehr aufgenommen. Für Feldmoching als erste Haltestation wurde mit der Eröffnung der Strecke ein „zweistöckiges Aufnahmegebäude massiv in Stein auf einer Grundfläche von 720 Fuß gebaut“.
Bis zum 3. November 1891 wurde die Strecke zwischen Feldmoching und Lohhof zweigleisig ausgebaut. Zum 28. September 1892 verlegten die Königlich Bayerischen Staatseisenbahnen die Bahnstrecke München–Landshut südlich des Bahnhofs Feldmoching auf eine neue, zweigleisig ausgebaute Trasse über Moosach. Im Zuge des Streckenausbaus wurden die Gleisanlagen des Bahnhofs umgebaut. 1910 wurden die beiden Bahnübergänge der Lerchenstraße und der Lerchenauer Straße im südlichen Bahnhofsbereich mit Schrankenposten ausgestattet.
Am 1. Februar 1924 nahm die Deutsche Reichsbahn auf der alten Trasse der Bahnstrecke München–Landshut eine neue eingleisige Güterstrecke nach Milbertshofen in Betrieb, wodurch Feldmoching zum Trennungsbahnhof wurde.
Am 28. September 1925 wurde der Bahnhof Feldmoching mit dem Streckenabschnitt von München nach Freising elektrifiziert. Bis zum 10. Mai 1927 war die gesamte Strecke bis Regensburg mit Elektrolokomotiven befahrbar. Von 1935 bis 1936 baute die Deutsche Reichsbahn den Bahnhof Feldmoching um. Dabei wurde er um zwei Gleise erweitert und erhielt neue Stellwerke und Signalanlagen. Nach der Eingemeindung Feldmochings in die Stadt München wurde der Bahnhof Feldmoching am 1. Oktober 1938 in München-Feldmoching umbenannt. 1944 wurde der Bahnhof von täglich 32 Nahverkehrszügen von München nach Freising, Landshut und Regensburg bedient.
Ab 1971 wurden die Gleisanlagen des Bahnhofs als Vorbereitung für den geplanten S-Bahn-Betrieb grundlegend umgebaut. Die Deutsche Bundesbahn errichtete neue höhere Bahnsteige und nahm 1972 ein neues Spurplandrucktastenstellwerk in Betrieb. Am 28. Mai 1972 nahm die S-Bahn München den Betrieb auf und der Bahnhof wurde fortan im 20-Minuten-Takt von der S-Bahn-Linie 1 bedient. 1991 begannen am Bahnhof die Bauarbeiten für den neuen U-Bahnhof der U-Bahn München, der quer unter den Eisenbahngleisen errichtet wurde. Für die Baugrube mussten zeitweise einige Gleise gesperrt und der Mittelbahnsteig abgebaut werden. Im Zuge des U-Bahn-Baus wurde das Empfangsgebäude 1996 abgebrochen. Am 26. Oktober 1996 wurde der U-Bahnhof Feldmoching in Betrieb genommen und bis 1997 die Bauarbeiten am oberirdischen Bahnhof beendet. Bis 2006 wurden die Anlagen der Güterabfertigung vollständig abgebaut.

## Aufbau

### Gleisanlagen und Bahnsteige

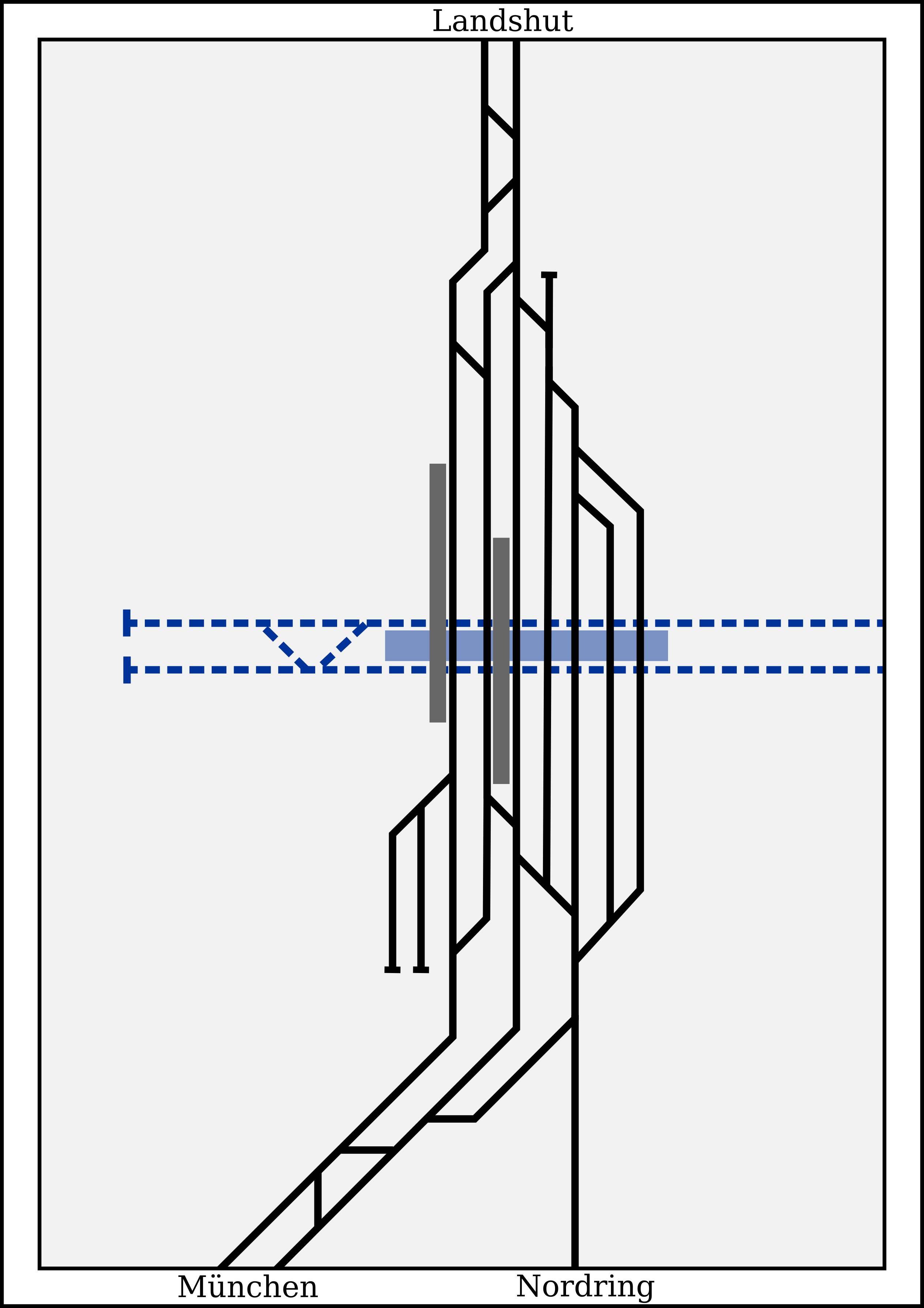
Gleisplan des Bahnhofs

1892 verfügte der Bahnhof Feldmoching über vier Hauptgleise. An den beiden durchgehenden Hauptgleisen befanden sich ein Haus- und ein Zwischenbahnsteig, zwei weitere bahnsteiglose Gleise dienten dem Güterverkehr. Westlich der Gleise befand sich südlich des Empfangsgebäudes die Güterabfertigung mit zwei beidseitig angebundenen Ladegleisen, die nach Süden in ein Ausziehgleis mündeten. 1919 wurde ein Gleisanschluss zur Futtermittelfabrik Dr. Zentz im Nordwesten des Bahnhofs in Betrieb genommen, der an die Ladegleise angeschlossen war. Ein weiteres Anschlussgleis bediente von den Ladegleisen aus ein Kraftfuttermittelwerk im Südwesten des Bahnhofs. 1924 wurde die neue Güterstrecke nach Milbertshofen an Gleis 4 des Bahnhofs angebunden. Bei einem Umbau wurden von 1935 bis 1936 die Gleisanlagen des Bahnhofs erheblich verändert. 1935 entstanden zwei zusätzliche Gütergleise im Osten sowie ein weiterer Zwischenbahnsteig an Gleis 3. Der Gleisanschluss zur Firma Dr. Zentz wurde 1936 neu an den Nordkopf des Bahnhofs angeschlossen und die bisherige Anbindung an die Ladegleise entfernt.
1972 baute die Deutsche Bundesbahn die Gleisanlagen grundlegend um. Westlich der durchgehenden Hauptgleise wurde ein neues Gleis 1 mit einem 76 cm hohen Hausbahnsteig errichtet und die Gleisnummern der übrigen Gleise jeweils um eins erhöht. Zwischen den nunmehr als Gleis 2 und 3 bezeichneten durchgehenden Hauptgleisen entstand ein neuer ebenfalls 76 cm hoher Mittelbahnsteig. Die drei bisherigen Bahnsteige wurden vollständig abgebrochen. Die beiden Ladegleise wurden, um den Platz für das neue Gleis 1 freizumachen nach Westen verlegt und waren fortan nur noch mittels Fahrtrichtungswechsel auf einem Stumpfgleis von Gleis 1 aus erreichbar. Der Gleisanschluss zu Dr. Zentz wurde an Gleis 1 angebunden und war nun nicht mehr von den Gütergleisen des Bahnhofs aus erreichbar. Im Zuge des U-Bahn-Baus wurde 1991 ein provisorischer Seitenbahnsteig an Gleis 7 errichtet und der Mittelbahnsteig abgebrochen. Ab 1992 wurden die beiden durchgehenden Hauptgleise 2 und 3 für die Errichtung der Baugrube unterbrochen. Nach Fertigstellung des Rohbaus des U-Bahnhofs wurden 1995 die Gleise 2 und 3 wieder durchgebunden und bis 1996 der Mittelbahnsteig mit einer Höhe von 96 cm neu errichtet. Der provisorische Seitenbahnsteig an Gleis 7 wurde 1997 wieder abgebaut.
2004 wurde der Gleisanschluss zu Dr. Zentz stillgelegt. 2006 nahm die Deutsche Bahn erneut Umbauten am Spurplan vor. Gleis 1 wurde zum durchgehenden Hauptgleis in Richtung München und erhielt einen neuen 96 cm hohen Seitenbahnsteig, Gleis 2 dient fortan als Überholgleis. Die Ladegleise wurden zu zwei einfachen Stumpfgleisen zur Zugabstellung zurückgebaut und wieder direkt an Gleis 1 in Richtung Norden angebunden. Der von den Ladegleisen abzweigende Gleisanschluss wurde dabei zurückgebaut.
Am Bahnhof Feldmoching gibt es drei Bahnsteiggleise. Am Gleis 1 halten die Züge in Richtung München, auf Gleis 3 halten die Züge in Richtung Freising und Flughafen. Die überdachten Bahnsteige sind beide 210 Meter lang und 96 cm hoch. Gleis 2 dient Zugüberholungen und als Wartegleis für Güterzüge, die Richtung München Nord Rangierbahnhof abzweigen und dafür das stadtauswärts führende Gleis 3 kreuzen müssen. Östlich der Bahnsteiggleise liegen daneben noch vier Gleise, die zum Abstellen von Güterzügen verwendet werden.

### Stellwerke und Signale
Beim Umbau 1892 nahmen die Bayerischen Staatsbahnen zwei mechanische Stellwerke in Betrieb. Stellwerk I war das Befehlsstellwerk und befand sich im südlichen Bahnhofskopf östlich der Gleisanlagen. Das Wärterstellwerk II stand im Nordkopf des Bahnhofs westlich der Gleise. 1935 ersetzte die Deutsche Reichsbahn die bisherigen Stellwerke durch zwei neue mechanische Stellwerke der Einheitsbauart, die sich an den gleichen Standorten befanden. Die bisherigen Bayerischen Formsignale wurden dabei durch Reichsbahn-Formsignale ersetzt.
1972 nahm die Deutsche Bundesbahn ein neues Spurplandrucktastenstellwerk der Bauart Sp Dr S60 von Siemens in Betrieb, das die Bezeichnung Fef erhielt. Die Formsignale wurden durch Lichtsignale nach dem H/V-Signalsystem ersetzt und die alten Stellwerkstürme abgebrochen. Das Drucktastenstellwerk befindet sich im Südkopf des Bahnhofs östlich der Gleise in einem zweigeschossigen Bau mit aufgesetzter Stellwerkskanzel. Neben dem Bahnhof Feldmoching werden vom Stellwerk Fef die Bahnhöfe Schleißheim und Oberschleißheim ferngestellt. Außerdem stellt das Stellwerk die Schranken der Bahnübergänge der Lerchenauer Straße, Lerchenstraße und Hochmuttinger Straße.

### U-Bahnhof

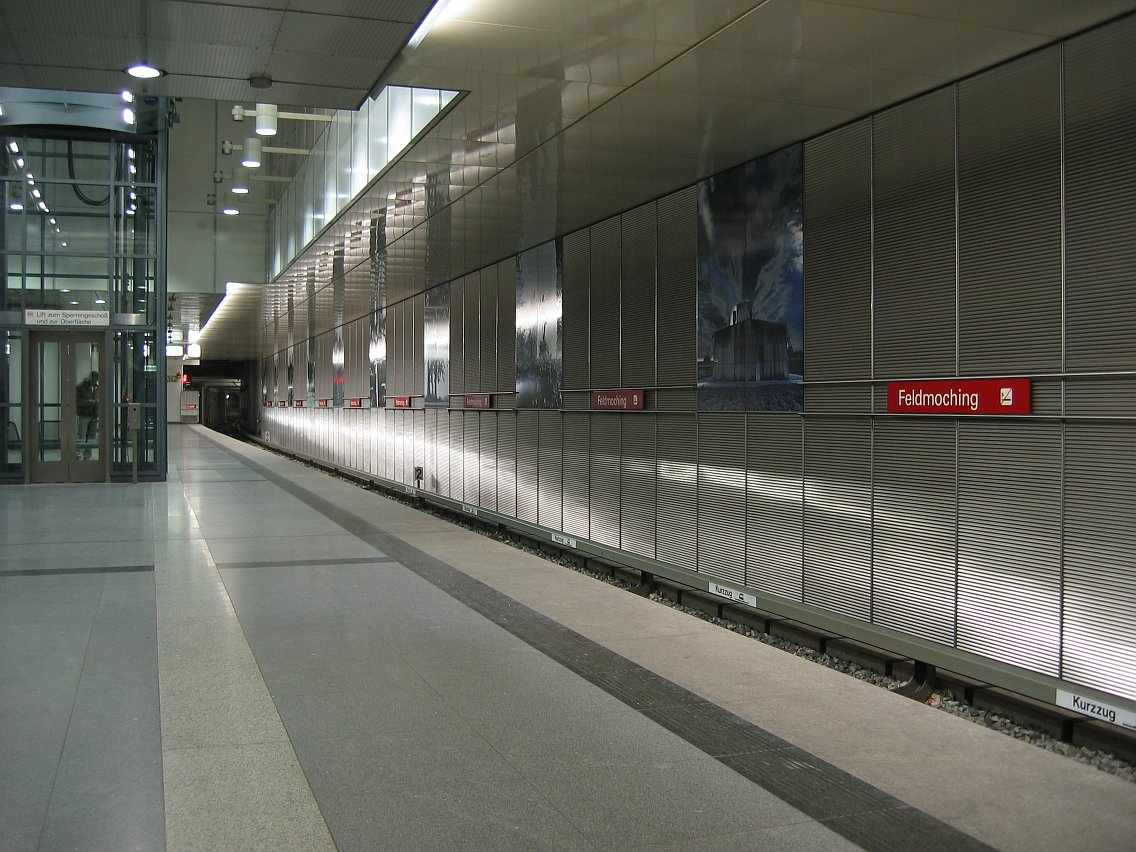
U-Bahnhof Feldmoching

In West-Ost-Richtung unter den Bahnhofsanlagen liegt der Endbahnhof der Linie U2 der Münchner U-Bahn. Der Bahnhof hat zwei Bahnsteiggleise an einem Mittelbahnsteig und eine dahinterliegende zweigleisige Wendeanlage. Der Bahnhof wurde am 26. Oktober 1996 eröffnet.
Der U-Bahnhof wurde durch den Architekten Peter Lanz gestaltet, die Lichtplanung wurde vom Ingenieurbüro Werner Lampl übernommen. Als Materialien wurden Aluminium, Edelstahl und Glas verwendet. Die Bahnsteigwände sind mit Aluminium-Strukturblech verkleidet und mit Bildtafeln bestückt, die im Siebdruckverfahren erstellt wurden. Die Bildtafeln wurden von Florian Heine, Ricarda Dietz und Marc Sigl gestaltet und zeigen Motive aus dem Dorfleben von Feldmoching. In der Decke des U-Bahnhofs befinden sich runde und rechteckige Durchbrüche zum darüber befindlichen Sperrengeschoss.
Seit November 2009 ist ein direkter Zugang zu beiden Bahnsteigen der S-Bahn möglich. Zuvor musste man, um die S-Bahnen Richtung Innenstadt zu erreichen, den U-Bahnhof am Westende verlassen und damit einige Meter Umweg in Kauf nehmen. Ein Aufzug verbindet den U-Bahnsteig direkt mit dem Mittelbahnsteig des oberirdischen Bahnhofs.

## Verkehr
Der Bahnhof Feldmoching wird im 20-Minuten-Takt durch die Linie S1 der S-Bahn München bedient, die Freising und den Flughafen München mit dem Bahnhof München Ost verbindet. In der Hauptverkehrszeit halten in Feldmoching einzelne Regionalbahnen nach München Hauptbahnhof und Landshut.
| Linie | Verlauf | Takt                                                                        |
| ----- | --- | --------------------------------------------------------------------------- |
| RB 33 | München Hbf – München-Feldmoching – Freising – Langenbach (Oberbay) – Landshut | etwa stündlich in der HVZ, morgens stadteinwärts, nachmittags stadtauswärts |
| S1    | Freising – Pulling – Neufahrn / Flughafen München – Flughafen Besucherpark – Neufahrn – Eching – Lohhof – Unterschleißheim – Oberschleißheim – Feldmoching – Fasanerie – Moosach – Laim – Hirschgarten – Donnersbergerbrücke – Hackerbrücke – Hauptbahnhof – Karlsplatz (Stachus) – Marienplatz – Isartor – Rosenheimer Platz – Ostbahnhof – Leuchtenbergring | 20 min                                                                      |
| U2    | Feldmoching – (1065 m) – Hasenbergl – (631 m) – Dülferstraße – (1112 m) – Harthof – (962 m) – Am Hart – (1010 m) – Frankfurter Ring – (657 m) – Milbertshofen – (1094 m) – Scheidplatz – (1103 m) – Hohenzollernplatz – (756 m) – Josephsplatz – (513 m) – Theresienstraße – (730 m) – Königsplatz – (583 m) – Hauptbahnhof – (905 m) – Sendlinger Tor – (746 m) – Fraunhoferstraße – (1116 m) – Kolumbusplatz – (711 m) – Silberhornstraße – (553 m) – Untersbergstraße – (654 m) – Giesing – (1280 m) – Karl-Preis-Platz – (868 m) – Innsbrucker Ring – (1576 m) – Josephsburg – (978 m) – Kreillerstraße – (1207 m) – Trudering – (959 m) – Moosfeld – (1683 m) – Messestadt West – (925 m) – Messestadt Ost | 10 Min / HVZ 5 Min                                                          |

Vom Bahnhof Feldmoching verkehren die Buslinie 172 nach Dachau Bahnhof und zum U-Bahnhof Am Hart, die Linie 173 zum U-Bahnhof Petuelring sowie die Linie X206 nach Oberschleißheim und Lohhof Nord. Östlich des Bahnhofs befindet sich eine weitere Bushaltestelle Feldmoching Bahnhof Ost, von der die Buslinien 170 und 171 zum U-Bahnhof Kieferngarten fahren. Alle Buslinien verkehren im 20-Minuten-Takt und werden bis auf die X206 von der Münchner Verkehrsgesellschaft betrieben. Die Linie X206 wird von der Firma OMNY betrieben.